# Тсвана (народ)

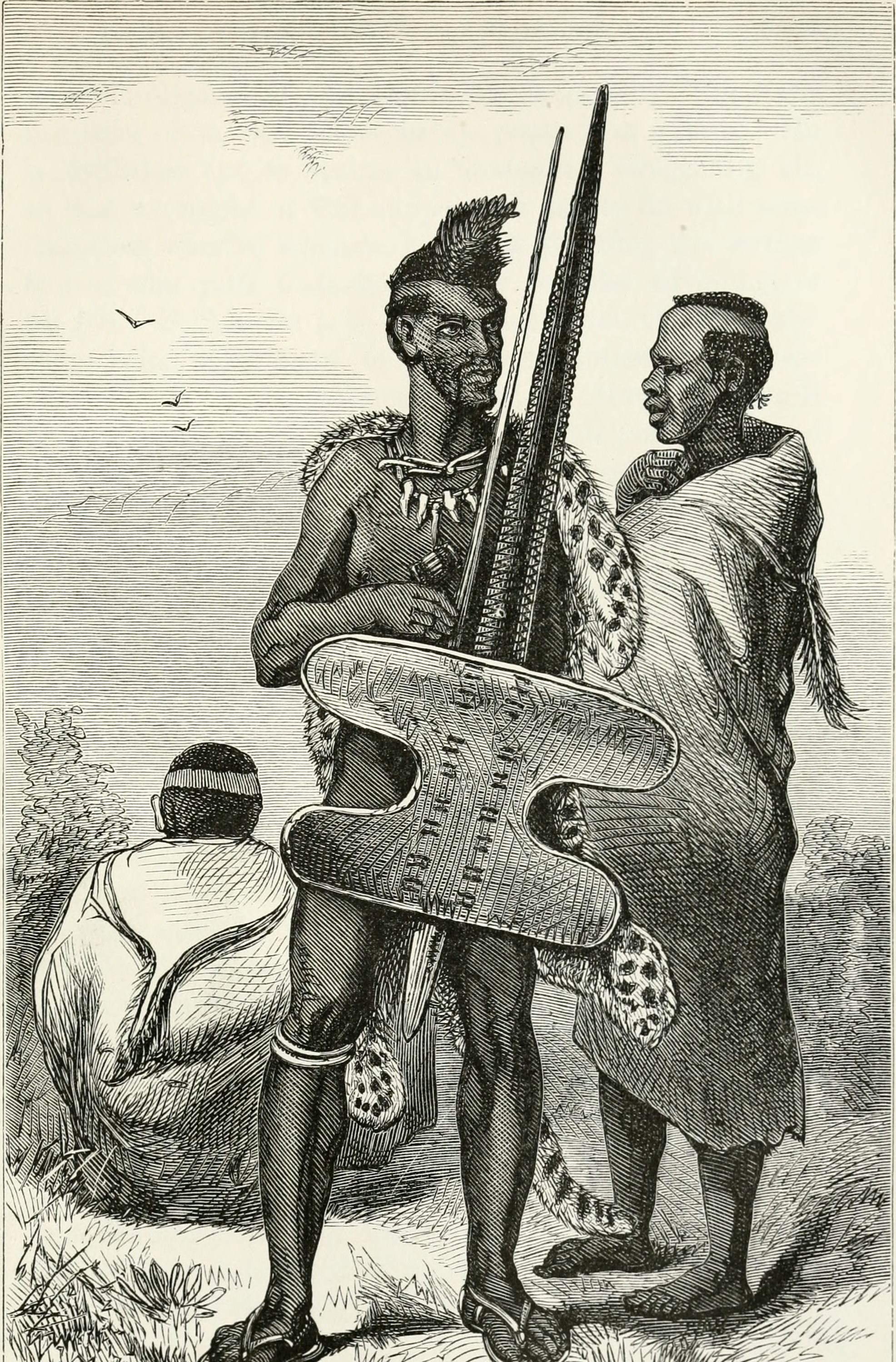
Бечуаны. Рисунок. 1878 год.

Тсва́на, ботсванцы, бечуаны, чуана — народ, занимающий территорию в бассейне верхнего течения реки Лимпопо в Ботсване (где является государствообразующим народом), пограничных районах ЮАР, Намибии (где некоторое время существовали бантустаны данного народа Бопутатсвана и Тсваналенд соответственно) и Зимбабве. Общая численность — более 5 млн человек. Язык тсвана относится к подгруппе сото-тсвана группы банту, входящей в бенуэ-конголезскую семью языков. Большинство тсвана — христиане, часть придерживается традиционных местных верований. В период европейской колонизации лучшие земли тсвана на берегах Лимпопо были отобраны и тсвана расселены колониальными властями по племенным резерватам. После достижения независимости произошёл обратный процесс. Основное занятие тсвана — скотоводство (крупный рогатый скот, овцы, козы); земледелие развито лишь в восточных и северных районах Ботсваны. Значительная часть тсвана работает на фермах африканеров и горнорудных предприятиях ЮАР.

## Влияние миссионеров
В XIX в. миссионеры привнесли на территорию, заселенную народом тсвана, не только христианскую веру, но и множество других новшеств. Помимо внедрения в народ идеалов и убеждений своих стран чужеземцы также работали над изменением построения домов и формирования семьи. Более того, исследователи (такие как Джин Комарофф) отмечают, что язык тсвана до вмешательства в общину миссионеров заметно отличается от языка современного.

## В художественной литературе
Под устаревшим названием бечуанов фигурируют в приключенческих романах Луи Буссенара «Похитители бриллиантов» (1883), Генри Райдера Хаггарда «Копи царя Соломона» (1885) и пр.

## Известные тсвана
- Кгалема Мотланте
- Мпуле Кенейлве Квелагобе — «Мисс Вселенная 1999 года»[2].